# Ле-Ман (баскетбольный клуб)

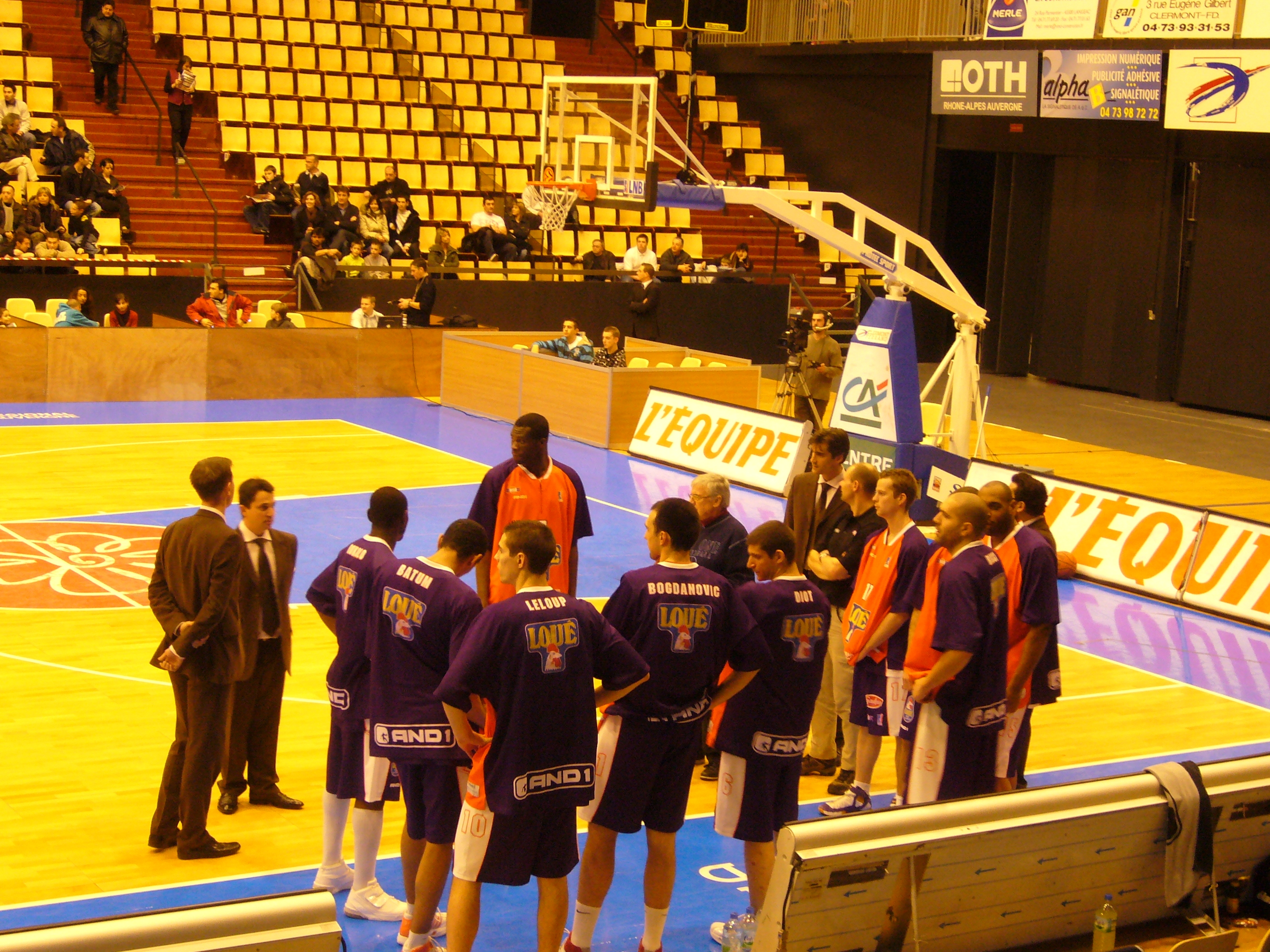
В декабре 2007 года

«Ле-Ман» — французский баскетбольный клуб из одноимённого города. Команда выступает в Лиге Про-А и является пятикратным чемпионом Франции. На международной арене принимает участие в розыгрыше баскетбольной Лиги чемпионов.

## О клубе
Клуб был основан в 1939 году. В 1963 году коллектив пробился в элиту французского чемпионата, а уже на следующий год «Ле-Ман» выигрывает Кубок Франции. В 1978 команда впервые выиграла национальный чемпионат. На данный момент клуб является одним из сильнейших во Франции.

## Титулы
- Чемпион Франции (5 раза): 1978, 1979, 1982, 2006, 2018
- Кубок Франции (3 раза): 1964, 2004, 2009

## Сезоны
| Сезон   | Лига  | Уровень | Рег. чемп. | Плей-офф      | Еврокубки                   |
| ------- | ----- | ------- | ---------- | ------------- | --------------------------- |
| 2012-13 | Про А | 1       | 6          | Четвертьфинал | Гр.этап Еврокубка           |
| 2013-14 | Про А | 1       | 5          | Четвертьфинал | Гр.этап Еврокубка           |
| 2014-15 | Про А | 1       | 4          | Полуфинал     | Четвертьфинал Еврочелленджа |
| 2015-16 | Про А | 1       | -          | -             | Гр.этап Еврокубка           |